# Csabai Kálmán
Csabai Kálmán (Csáktornya, 1915. június 25. – Miskolc, 1992. május 13.) Munkácsy-díjas magyar festőművész. Miskolcon alkotott.

## Élete, munkássága

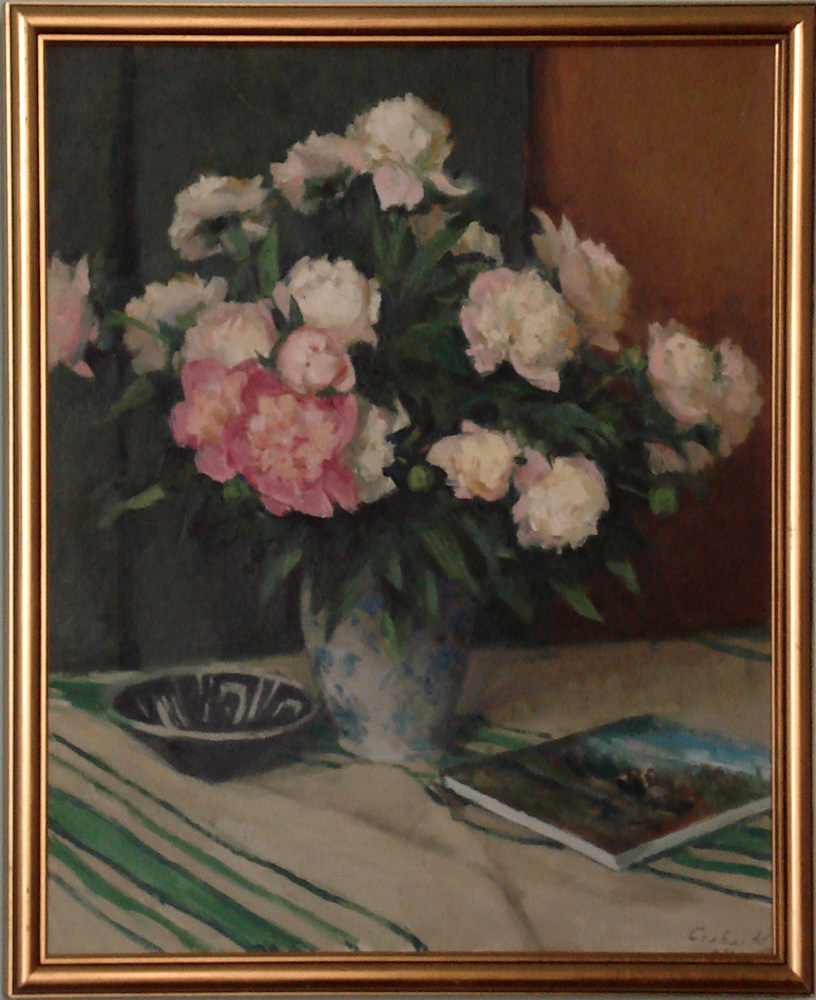
Csabai Kálmán: Virágcsendélet

Csabai Kálmán pedagógus család harmadik gyermekeként született Csáktornyán. Elemi iskoláit Jászberényben, majd Szarvason végezte. A Képzőművészeti Főiskolán 1933–38 között Benkhard Ágost növendéke, majd 1935–38 között a tanársegédje volt. Nyaranta a Főiskola miskolci művésztelepén dolgozott, itt kötelezte el magát a plein air és a nagybányai hagyományok mellett. 1937-ben Burghardt Rezső vette át a miskolci művésztelep vezetését, aki mellett tovább gazdagodott festői látásmódja.
1939-ben telepedett le véglegesen Miskolcon, és attól kezdve – művészi tevékenysége mellett – egészen 1975-ös nyugdíjba vonulásáig középiskolákban tanított (először a Fa- és Fémipari Szakiskolában, majd az 1960-as évektől a Kossuth Gimnáziumban). 1951-ben a Művelődési Minisztérium vette át a Főiskolától a művésztelepet, és ekkor őt bízták meg a telep ügyeinek intézésével. Munkássága összefonódott Miskolc képzőművészeti életének fejlődésével, a város művészeti életének egyik fő szervezője volt. Részt vett a Miskolci Galéria, a Szőnyi István Terem és a Képtár szervezésében, és kiállításrendezéssel is foglalkozott. Alapító tagja volt a Szabadegyetemnek, az itt tartott előadásai is fontosak voltak.
Művészi és szervező tevékenységét számos elismeréssel jutalmazták: 1939: Székely Bertalan- és Balló Ede-díj; 1951: Népköztársasági Érdemérem; 1952: Munkácsy-díj; 1956: Miskolc város nagydíja; 1961: a Szocialista Kultúráért; 1975: a Munka Érdemrend arany fokozata.
Figurális kompozíciói, arcképei, csendéletei mellett ihletője elsősorban a borsodi táj gazdag szépsége volt. Tájképein, csendéletein a természet szépségének a megragadása mellett a finom lírai hangulatok, az emberi érzések képi megfogalmazására törekedett. Festményeit a plein air és a nagybányai hagyományok tiszteletében készítette. Nevéhez fűződik a Miskolci Egyetem számos vezetője, rektora portréjának elkészítése (a rektori sorozat a rektori tanácsteremben látható). A festészeten kívül grafikával is foglalkozott, alkotásaival részt vett az Országos grafikai biennálén.
A közönség körében is elismert, népszerű és termékeny művész volt. A hazai gyűjtemények és magángyűjtők mellett az Amerikai Egyesült Államok, Kanada, Svájc, Hollandia, Németország, Franciaország, Olaszország és Japán gyűjtői őrzik munkáit.

## Válogatott egyéni kiállításai
- 1961 – Gyűjteményes kiállítás, Képcsarnok, Miskolc
- 1964, 1968, 1979 – Szőnyi István Terem, Miskolc
- 1970 – Veszprém
- 1972 – Pécs
- 1977 – Szeged
- 1981 – Mednyánszky Terem, Budapest
- 1982 – Művelődési Központ, Encs
- 1983 – Szerencs
- 1983 – Benczúr Gyula Terem, Nyíregyháza
- 1993 – Miskolci Galéria, Miskolc

## Válogatott csoportos kiállításai
- 1941 – A Turul Szépmíves Céh képzőművészeti szakosztálya kiállítása, Miskolc
- 1950 – Miskolci képzőművészek kiállítása, Borsod-Miskolci Múzeum, Miskolc
- 1952 – Miskolci festőművészek kiállítása, Fényes Adolf Terem, Budapest
- 1954 – Vidéken élő képzőművészek kiállítása, Műcsarnok, Budapest
- 1954 – Képzőművészetünk tíz éve, Műcsarnok, Budapest
- 1954, 1955, 1956 – Borsodi Tárlat
- 1968 – I. Országos Akvarell Biennálé, Eger
- 1969 – V. Országos grafikai biennálé, Miskolc
- 1983 – Évfolyamtársak kiállítása, Tokaji Galéria, Tokaj
- 1983 – Miskolci művészek, Herman Ottó Múzeum, Miskolc

## Díjai, elismerései
- 1938 – Nemes Marcell-díj
- 1939 – Székely Bertalan- és Balló Ede-díj
- 1950 – Hazai táj pályázati díj
- 1951 – Magyar Népköztársasági Érdemérem
- 1952 – Munkácsy Mihály-díj
- 1956 – Miskolc város Művészeti díja
- 1961 – A Szocialista Kultúráért
- 1975 – A Munka Érdemrend arany fokozata